# Syrphidepulo chaconi
Syrphidepulo chaconi är en stekelart som beskrevs av Ian D. Gauld och Paul E. Hanson 1997. Syrphidepulo chaconi ingår i släktet Syrphidepulo och familjen brokparasitsteklar. Inga underarter finns listade i Catalogue of Life.